# Angie Castañeda
Angie Yulieth Castañeda Vanegas (Bogotá, Colombia, 4 de febrero de 1998) es una futbolista colombiana, juega como delantera y su equipo actual es el Millonarios de la Liga Profesional Femenina de Colombia. 
Destaca por ser una jugadora habilidosa, rápida, y técnica, que ha sido llamada para la Selección femenina de fútbol sub-17, sub-20 y mayores de Colombia, también ha competido varias veces con la Selección Bogotá y es además una de las varias futbolistas que ha logrado pasar por la liga femenina de Colombia, siendo una de las jugadoras referentes del fútbol femenino colombiano.
Participó en el Sudamericano Sub-17 de 2013 anotando tres (3) goles, en el Mundial Sub-17 de 2014 disputado en Costa Rica. En 2015 participó del Sudamericano Sub-20 realizado en Brasil y en el 2018 participó del Campeonato Sudamericano Femenino Sub-20 anotando 11 goles.
Además hizo parte de la delegación colombiana en los Juegos Bolivarianos de 2017 siendo importante para la conquista de la medalla de oro anotando 3 goles. En los Juegos Sudamericanos de 2018 la Selección Colombia consiguió la medalla de Plata, Angie Castañeda hizo 3 goles.
Logró anotar seis goles en la primera liga femenina de Colombia de 2017, también participó en la Copa Libertadores Femenina de ese mismo año.

## Gol olímpico
El día 20 de marzo de 2019 jugando para Millonarios en un partido amistoso anotó un gol olímpico apenas al minuto 1' del encuentro ante la Selección de Meta.

## Selección nacional
El 3 de julio de 2022 fue convocada por el técnico Nelson Abadía para la Copa América Femenina 2022 que se realizó en Colombia.

### Participaciones en Copa América
| Copa                       | Sede     | Resultado   | Partidos | Goles |
| -------------------------- | -------- | ----------- | -------- | ----- |
| Copa América Femenina 2022 | Colombia | Subcampeona | 1        | 0     |

## Clubes
| Club                   | País     | Año           |
| ---------------------- | -------- | ------------- |
| Santa Fe               | Colombia | 2017-2018     |
| Millonarios            | Colombia | 2019          |
| Cáceres                | España   | 2020          |
| Junior de Barranquilla | Colombia | 2020          |
| La Equidad             | Colombia | 2021          |
| CP Cacereño            | España   | 2021-2024     |
| Alianza Lima           | Perú     | 2024          |
| Millonarios            | Colombia | 2025-presente |

## Palmarés
| Título                    | Equipo       | Sede     | Año  |
| ------------------------- | ------------ | -------- | ---- |
| Liga Profesional Femenina | Santa Fe     | Colombia | 2017 |
| Liga Femenina FPF         | Alianza Lima | Perú     | 2024 |

### Títulos internacionales
| Título           | Equipo                    | Sede        | Año  |
| ---------------- | ------------------------- | ----------- | ---- |
| en Bolivarianos  | Selección Colombia Sub-20 | Santa Marta | 2017 |
| en Suramericanos | Selección Colombia Sub-20 | Cochabamba  | 2018 |